# Rolfs (Ort)
Rolfs ist ein Ort (tätort) in der schwedischen Provinz Norrbottens län, in der historischen Provinz (landskap) Norrbotten.

## Lage
Rolfs gehört zur Gemeinde Kalix und innerhalb dieser seit 1. Januar 2016 zum Distrikt Nederkalix, benannt nach dem Kirchspiel (socken), das diesen Namen seit 1644 trägt. Der Ort ist mit etwa 1000 Einwohnern (2015) die drittgrößte Ortschaft der Gemeinde. Er liegt gut 50 km Luftlinie nordöstlich der Provinzhauptstadt Luleå am rechten Ufer des Flusses Kalixälven unmittelbar gegenüber von Kalix.
Zum Tätort gehören die Ortsteile Grytnäs und Johannesberg in südöstlicher Richtung entlang dem Kalixälven.
Durch Rolfs verläuft auch die Europastraße 4 (Europaväg 4), die dort den Kalixälven überquert. Dort zweigen die sekundären Provinzstraßen BD 703 in Richtung Påläng–Sören und BD 705 nach Nyborg–Storön ab.

## Geschichte
Die Ansiedlungen im auch Innanbäcken genannten Gebiet rechts des Kalixälven gegenüber Kalix, aus denen das heutige Rolfs hervorging, wurden ab dem 16. Jahrhundert als kleinere Ansammlungen von Bauerngehöften erwähnt, ab dem 18. Jahrhundert mit den bis heute erhaltenen Herrenhäusern Grytnäs und Filipsborg. Um die Wende zum 20. Jahrhundert entstanden Betriebe wie das bis heute als Rolfs Såg bestehende Sägewerk. Heute ist Rolfs mit seinem größeren Gewerbegebiet Wirtschafts- sowie Wohnvorort des Gemeindezentrums Kalix.
Administrativ gehörte der Ort zunächst zum Kirchspiel Nederkalix socken, aus dem 1862 die gleichnamige Landgemeinde (landskommun) hervorging. Diese wurde 1967 in Landgemeinde Kalix umbenannt und 1971 zur heutigen Gemeinde (kommun) umgebildet.